# Nesrine Daoula
Nesrine Daoula (arabe : نسرين دوله), née le 9 avril 1990, est une handballeuse tunisienne.

## Clubs
- 2009-2010 : Association sportive féminine de Sfax
- 2010-2012 : Handball Club Celles-sur-Belle
- 2012-2013 : Club athlétique béglais handball
- 2013-2014 : Lomme Lille Métropole handball[1]
- 2014-2015 : Cergy-Pontoise Handball 95[2]
- 2016-2020 : Sun A.L. Bouillargues[3]
- depuis 2020 : Handball Féminin Montpellier Méditerranée Métropole[4]

## Palmarès
- Championnat d'Afrique des nations :
  - Vainqueur : 2014